# Петро Григоренко (монета)
«Петро́ Григоре́нко» — ювілейна монета номіналом 2 гривні, випущена Національним банком України. Присвячена Петру Григоренку (1907—1987) — громадсько-політичному діячеві, військовому теоретику, відомому правозахиснику. Петро Григоренко — один із засновників Української Громадської Групи сприяння виконанню Гельсінських угод, виступав за повернення кримських татар на історичну батьківщину, за право України й інших народів СРСР на незалежність.
Монету введено в обіг 15 жовтня 2007 року. Вона належить до серії «Видатні особистості України».

## Опис та характеристики монети
| Номінал грн. | Метал      | Маса, грам | Діаметр, мм. | Якість виготовлення       | Гурт     | Тираж, штук |
| ------------ | ---------- | ---------- | ------------ | ------------------------- | -------- | ----------- |
| 2            | нейзильбер | 12,8       | 31           | спеціальний анциркулейтед | рифлений | 35 000      |

### Аверс
На аверсі монети на дзеркальному тлі угорі півколом розміщено напис «НАЦІОНАЛЬНИЙ БАНК УКРАЇНИ», під яким — малий Державний Герб України, номінал — «2 ГРИВНІ/2007», унизу зображено символічну композицію — росток пробиває цегляну стіну. Також на монеті розміщено логотип Монетного двору Національного банку України.

### Реверс
На реверсі монети зображено портрет Петра Григоренка під час промови, під яким — роки життя «1907/1987», ліворуч півколом розміщено напис — «ПЕТРО ГРИГОРЕНКО».

## Автори

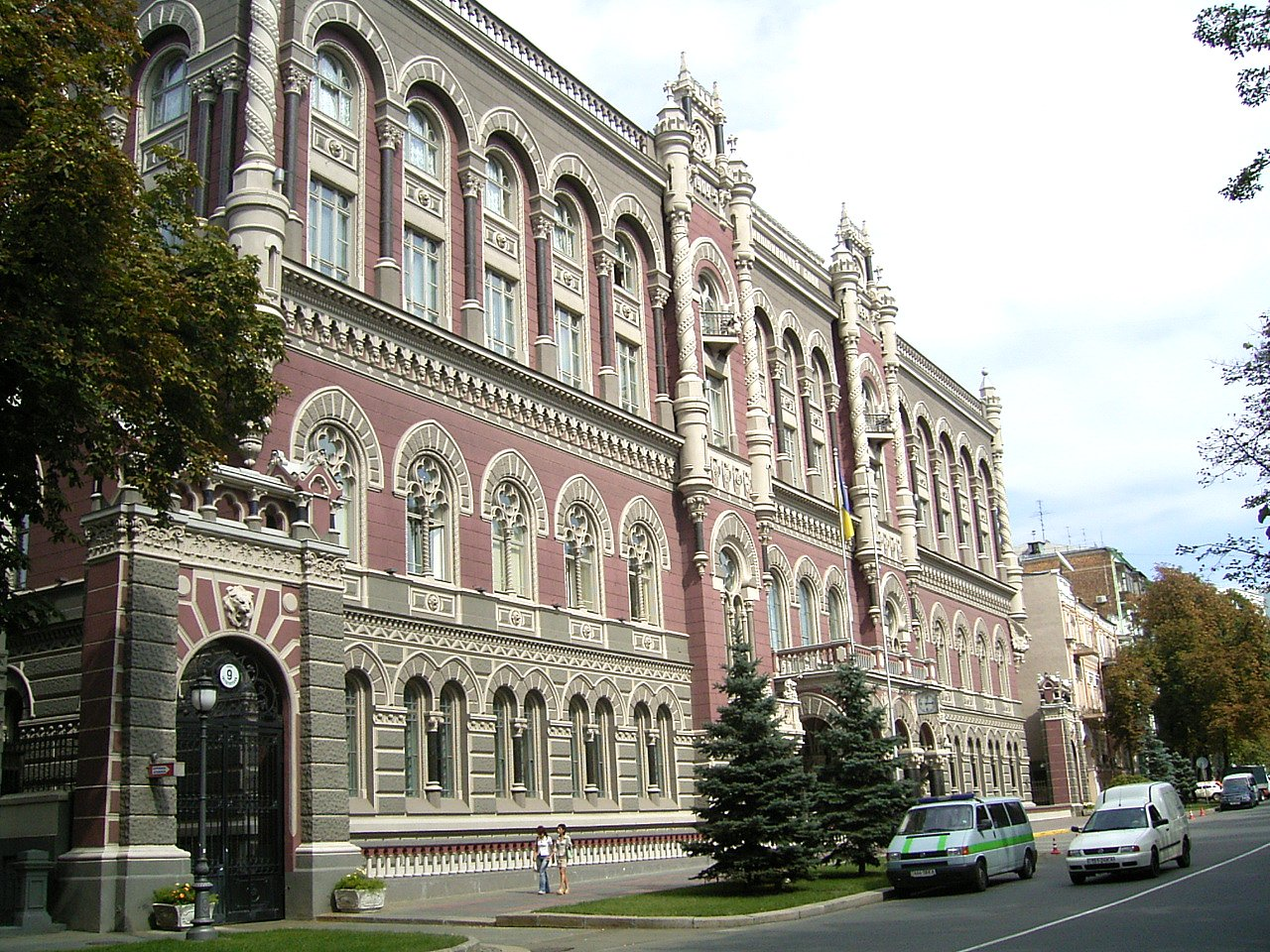
Будівля Національного банку України

- Художники: Таран Володимир, Харук Олександр, Харук Сергій.
- Скульптори: Дем'яненко Володимир, Атаманчук Володимир.

## Вартість монети
Ціна монети — 15 гривень, була зазначена на сайті Національного банку України 2011 року.
Фактична приблизна вартість монети з роками змінювалася так:
| Рік        | 2010 | 2011 | 2012 | 2013 | 2014 | 2015 | 2016 | 2017 | 2018 | 2019 | 2020 | 2021 | 2022 | 2023 | 2024 | 2025 |
| ---------- | ---- | ---- | ---- | ---- | ---- | ---- | ---- | ---- | ---- | ---- | ---- | ---- | ---- | ---- | ---- | ---- |
| Ціна, грн. | 17   | 20   | 20   | 20   | 25   | 30   | 35   | 45   | 50   | 55   | 55   | 55   | 60   | 140  | 155  | 165  |